# サンマーメン
サンマーメン（サンマー麺、生馬麺、生碼麺）は、モヤシなどの野菜や豚肉といった具材を炒めてとろみをつけたあんかけをのせる、神奈川県横浜市発祥のご当地ラーメンである。あんをかけるのは、細麺の醤油ラーメンもしくは塩ラーメンである。
第二次世界大戦前、横浜中華街の聘珍樓で御品書にあったほか（後述）、「かながわサンマー麺の会」によると中華料理店の賄い料理として、とろみを付けた肉そばが食べられていた。戦後の1947年〜1948年（昭和22年〜23年）頃から、横浜港の労働者など来店客向けに、廉価で一般的なラーメンより食べ応えがあり、冬は冷めにくい麺料理として提供されるようになった。広東料理にルーツがあるとされる。漢字表記「生碼麺」の由来は、新鮮でシャキシャキした食感を表す「生」（広東語発音はサン）と、上にのせるという意味の「馬」（広東語発音はマー）を組み合わせとされる。生きた馬が跳ね回るような勢いで具材を炒めるからという説もある。「生碼麺」と書く店もあるのは、横浜が港町であるため、埠頭の中国語表記「碼頭」からとったとの見方もある。

## 概要
具材のうちモヤシは欠かせないとされ、初期は白菜、豚肉や季節の食材だったが、やがて彩りや栄養価を考えて店ごとに多様になっていった。ニンジン、タマネギ、青物（ニラやホウレンソウなど）、キクラゲ、キャベツ、蒲鉾なども使われ、皿うどんのあんかけによく似ている。あんを米飯にかけた「サンマー丼」を提供する店もある。
21世紀にかけて横浜市周辺から関東他都県にも広がり、神奈川県中華料理業生活衛生同業組合加盟店のうち、神奈川県東・中部の横浜市、川崎市、横須賀市などにある24店（2024年5月時点）が普及団体「かながわサンマー麺の会」を組織している。神奈川県内でも小田急小田原線沿線より北側（川崎市多摩区・麻生区、相模原市、厚木市など）や西湘地域（小田原市など）ではあまり食べられておらず、かながわサンマー麺の会加盟店が存在しない市区も多い。
中学生時代の桑田佳祐（サザンオールスターズ）は同級生の家族が経営していた中華料理店「知味斉」のサンマーメンを好んで食べていた。桑田が『桑田佳祐の音楽寅さん 〜MUSIC TIGER〜』（フジテレビ系列）で同店のサンマーメンを紹介したことが他県でも知名度が高まるきっかけになった。また、2009年（平成21年）には全国中華料理生活衛生同業組合連合会コンテストの麺類部門で最優秀賞に選ばれた。

## 歴史
生碼麺（サンマー麺）の由来については、1930年（昭和5年）に聘珍樓の当時の料理長が考案した麺料理で、それを裏付けるように昭和初期の聘珍樓の御品書には既に「生碼麺」の掲載がある
2022年3月には、「サンマーメン」として文化庁「100年フード」（令和3年度「未来の100年フード部門」）に認定された。

### 発祥・元祖とされる店
- 聘珍樓（横浜中華街）[9]
- 玉泉亭（伊勢佐木町）[10]

## 関連商品
- 横浜あんかけラーメン 生碼麺：マルハニチロ食品（あけぼのブランド）の冷凍食品[11]。
- ニュータッチ 凄麺 横浜発祥サンマー麺：ヤマダイのノンフライカップ麺[12]。2002年の商品化当初は「横浜とろみもやしそば」として販売。2010年に「かながわサンマー麺の会」よりお墨付きを得て同名称で販売[13]。2023年のリニューアルから「100年フード」マークを付けた[14]。
- 野菜あんかけ醤油ラーメン サンマー麺：ファミリーマートの電子レンジ調理麺。「かながわサンマー麺の会」監修のもと、2024年4月より関東の一部店舗で販売[15][16]。